# Коромандельское чёрное дерево
Короманде́льское чёрное де́рево, или Хурма чёрнодревесная (лат. Diospyros melanoxylon) — вид деревьев из рода Хурма (Diospyros) семейства Эбеновые (Ebenaceae).

## Ботаническое описание
В благоприятных условиях произрастания имеет прямой ствол до 4,5—6,5 м высотой и 0,75 м и более диаметром.
Заболонь широкая от розовато-серого до розовато-коричневого цвета, резко отграниченная от небольшого (редко превышающего 200 мм в диаметре) ядра неправильной формы, окрашенного в чёрный цвет, нередко с полосками более светлого тона. Расположение волокон от  прямого до спирально-свилеватого. Текстура среднего размера и однородная. Плотность древесины в сухом состоянии около 880 кг/м3.

## Распространение
Произрастает в южных штатах Индии и на Шри-Ланке.

## Практическое использование
Древесина ядра ценится за стойкость. Она служит для производства декоративных поделок, табакерок, краснодеревных художественных изделий, мозаики, инкрустаций, игрушек и гребней. Заболонная часть, считающаяся в Индии столь же ценной, как и ядро, используется для производства трепальных бил (в текстильном производстве), рукояток инструментов, молотков-киянок, рубанков и других изделий, где требуется прочность, упругость и способность давать гладкую поверхность обработки. Из светлой древесины изготавливают стержни бильярдных киев, из тёмной — рукоятки к ним.
Листья используются при изготовлении тонких азиатских сигарет биди и аюрведических нирдош.